# Jean Varin
Pour les articles homonymes, voir Varin et Warin (homonymie).
Jean Warin dit Jean Varin, né à Liège le 6 février 1607 et mort probablement à Paris le 26 août 1672, est un sculpteur, graveur en médailles ou médailleur français. Nommé en récompense de sa réalisation du sceau de l'Académie française, par le cardinal Richelieu, à la fonction de garde général des monnaies, il y dirige la refonte des monnaies légères d'or et d'argent, et grave les nouveaux poinçons en tant que graveur général de la Monnaie du Royaume de France. L'ingénieur spécialiste de la frappe de monnaies et médailles poursuit la série de médailles qui perpétuent le règne glorieux du monarque Louis XIII. En 1664, il figure parmi les premiers membres choisis de l'Académie de peinture et de sculpture. L'académicien exécute en marbre la statue de son bienfaiteur, Louis XIV.

## Biographie

### Origines
Issu d'un milieu protestant, Jean Varin est né à Liège le 6 février 1607, de Catherine Hovius[son] et Jean Varin ; son père, né à Reims, était graveur des monnaies du prince-évêque de Liège Ferdinand de Bavière ; le couple a au moins cinq enfants.

### Installation à Paris
Il va s'installer à Paris en 1626.

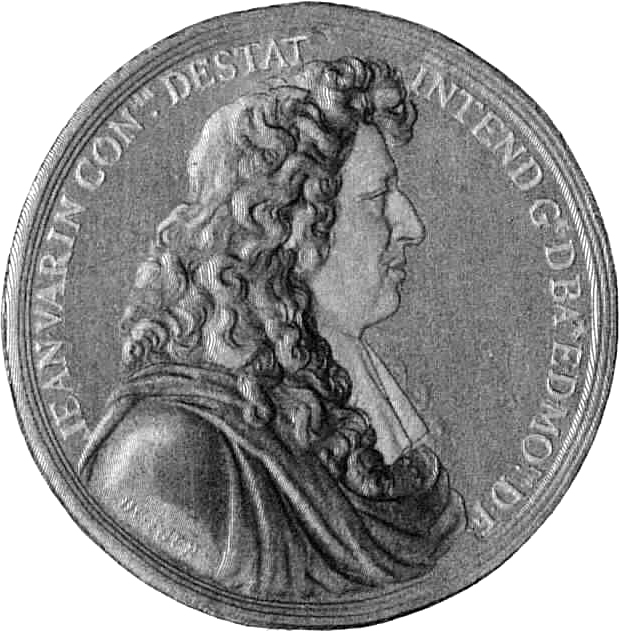
Jean Varin par Adolphe Varin (1821-1897).

La famille Varin ou Warin a été accusée de faux-monnayage dans l'atelier de Cugnon qui appartenait à Jean-Théodore, comte de Löwenstein Rochefort (1584-1644), seigneur souverain de Chassepierre-Cugnon, mais aussi dans les ateliers de Château-Regnault et de La Tour-à-Glaire pour Louise-Marguerite de Lorraine, princesse de Conti. Claude Warin et son père, Jean I Warin, se seraient enfuis en Angleterre après l'arrestations de porteurs de fausse monnaie, en mai 1628. Jean Varin a été accusé d'avoir participé à ce faux-monnayage par Gédéon Tallemant des Réaux dans ses Historiettes.
Il se marie le 11 février 1629 avec Jeanne Desjours, veuve de René Olivier, petit-fils d'Aubin Olivier, conducteur de la Monnaie du Moulin des Étuves et assassiné quelques semaines plus tôt ; le couple avait eu plusieurs enfants. Le 6 mars 1629, Varin il confirme qu'il n'est pas protestant,. Il obtient sa naturalisation en 1650, après l’avoir sollicitée dès 1646. Il grave des médailles, art dans lequel il excelle et obtient la protection de Richelieu qui le nomme « Conducteur Général des Monnaies et Graveur des poinçons ».

### Monnaie du Moulin des Étuves
En 1636, Jean Varin persuade le roi de lui attribuer un quart de la Monnaie du Moulin des Étuves fondée par Aubin Olivier. Les propriétaires des trois-quarts restant sont : Pierre Regnier, Pierre Olivier et Aubin II Olivier, représenté par son beau-père. Jean Varin devient à cette date conducteur principal de la Monnaie du Moulin, il rachètera ensuite les parts des enfants de Jeanne Desjours nés de son premier mariage.
En 1639, Jean Varin rachète sa part de la monnaie du Moulin à Pierre Regnier, homme d’un certain âge à l’époque. À partir de ce moment, Varin dirige seul la Monnaie du Moulin. Il rachète ensuite la part d’Aubin III Olivier en 1648. Jean Varin est assigné à titre définitif, comme seul dirigeant de la Monnaie du Moulin.

### Consécration
Richelieu saura reconnaître, encourager et mettre en pleine valeur celui qui campait, dans un buste célèbre, l‘effigie souveraine d’Armand du Plessis, Jean Varin gravera dès 1630 une médaille superbe à la gloire de son protecteur. Cette médaille est suivie par celle reproduite ci-après, datée de 1631.
En 1640, il est choisi pour orner les nouvelles monnaies de la réforme de Claude de Bullion.
En 1646, il devient graveur des sceaux et tailleur général. En 1647, il devient contrôleur et graveur général des monnaies de France, reprenant la charge de Jean Darmand. En avril 1648 il devient contrôleur général des poinçons. En 1664, il est reçu membre de l'Académie royale de peinture et de sculpture. En 1660, il acquiert la charge de « Conseiller et Secrétaire du roi, Intendant et Ordonnateur des bâtiments royaux ».
Le 18 janvier 1672 un arrêt de la cour des Monnaies fait de Jean Varin le seul maître de la Monnaie : « Arrest de la Cour des monnoyes faisant défenses à tous ouvriers, graveurs, monnoyeurs et autres, à l'exception de Jean Warin, intendant des bâtimens de Sa Majesté et conducteur général des machines de toutes les monnoyes au moulin de France, de tenir aucun moulin, coupoirs, laminoirs et autres semblables machines hors les Hostels des monnoyes, comme aussi de vendre aucuns jetons, médailles et pièces de plaisir d'or, d'argent ni autres métaux ».

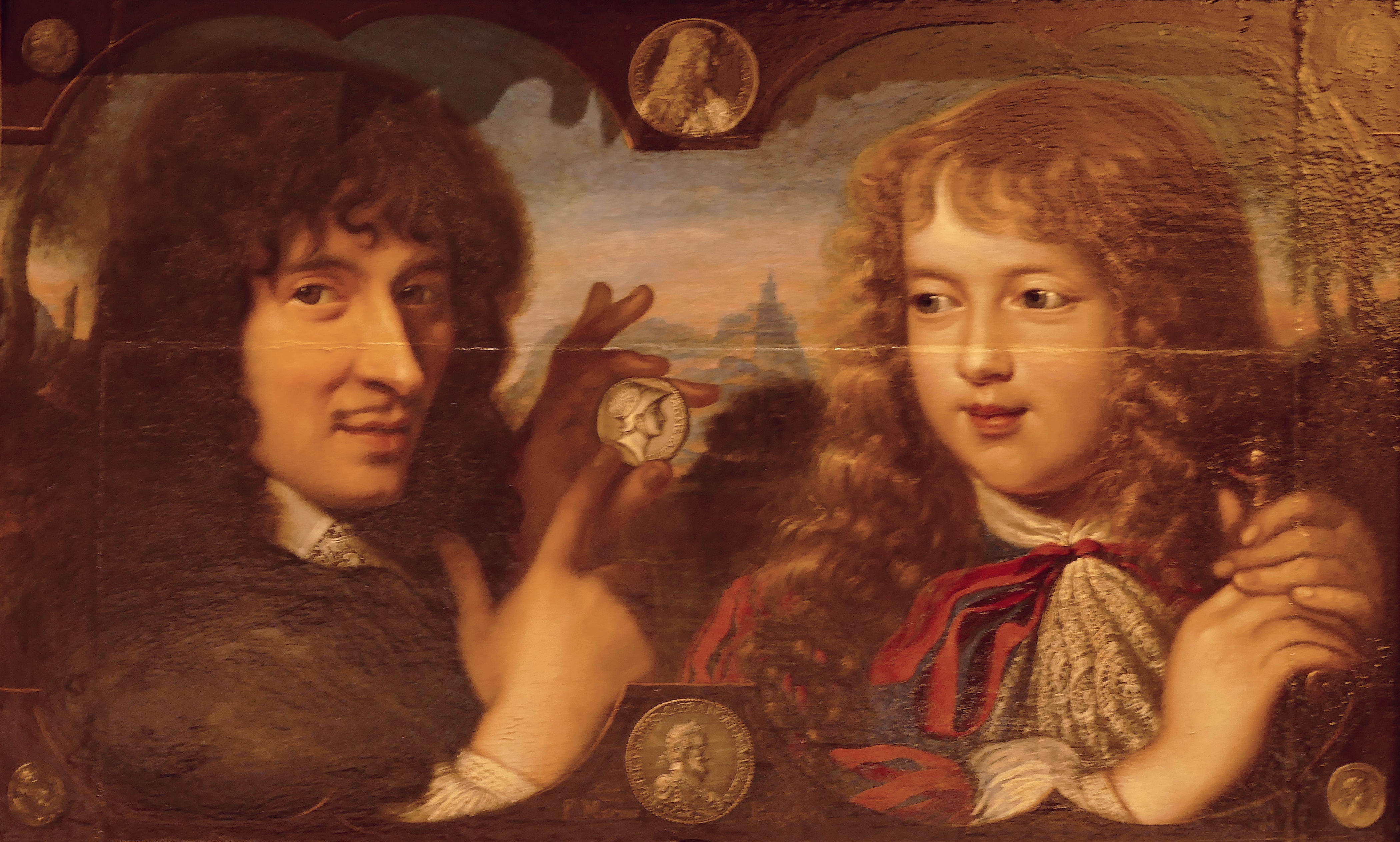
François Lemaire : Jean Warin avec le jeune Louis XIV (1654), huile sur parchemin, Monnaie de Paris.

Jean Varin est le premier à généraliser la frappe au balancier des monnaies françaises. Cette technique mécanique remplace la frappe au marteau manuelle et permet de produire des pièces d'une qualité plus régulière.
D'ailleurs, Voltaire dira de lui, dans Le Siècle de Louis XIV : « Nous avons égalé les anciens dans les médailles. Warin fut le premier qui tira cet art de la médiocrité, vers la fin du règne de Louis XIII ».
Expérimentée dans les années 1550, sous le règne de Henri II, la frappe au balancier permet à Jean Varin de produire la série des Louis d'or, le magnifique écu de 60 sols (ou écu blanc) et ses sous-multiples avec le portrait de Louis XIII. Varin gravera par la suite une partie des monnaies de Louis XIV, les portraits enfantins et juvéniles du roi-soleil, qui sont considérés parmi les monnaies de l'âge d'or de la numismatique française.
Il a orné aussi de nombreuses médailles. Son art de la statuaire est moins connu. On peut voir quelques-unes de ses œuvres au château de Versailles. Son fils François Varin lui succède au poste de graveur général, qu'il occupe de 1672 à 1681.

## Œuvre
- Buste du cardinal de Richelieu, plâtre bronzé, au Musée des beaux-arts de Liège.
- Statue en marbre de Louis XIV[12]

## Galerie

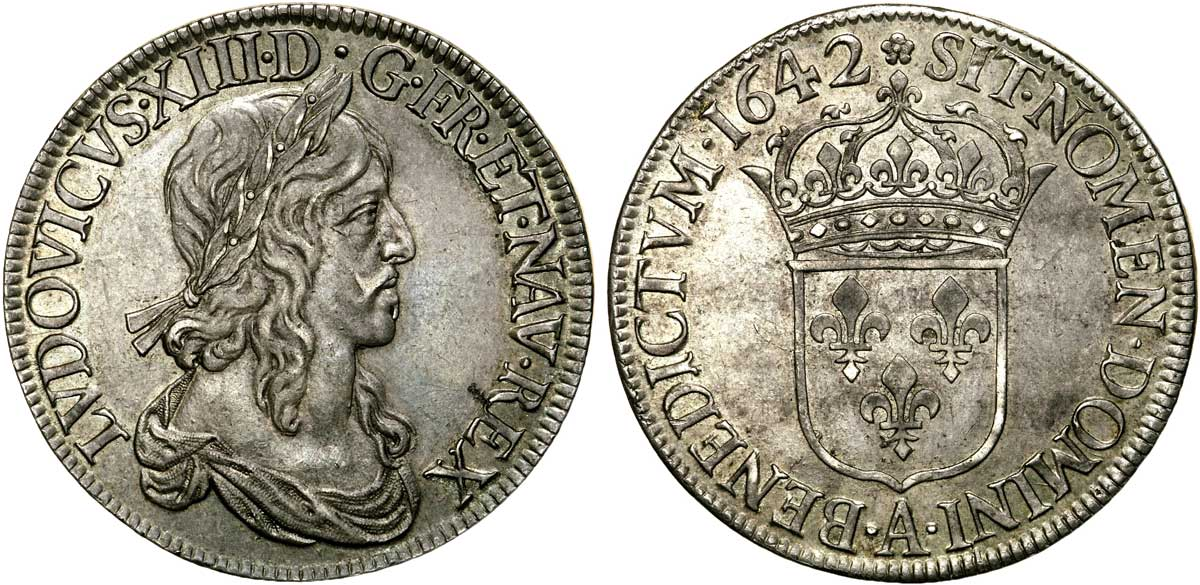
Écu d'argent ou louis d'argent, de Louis XIII le Juste. 1642
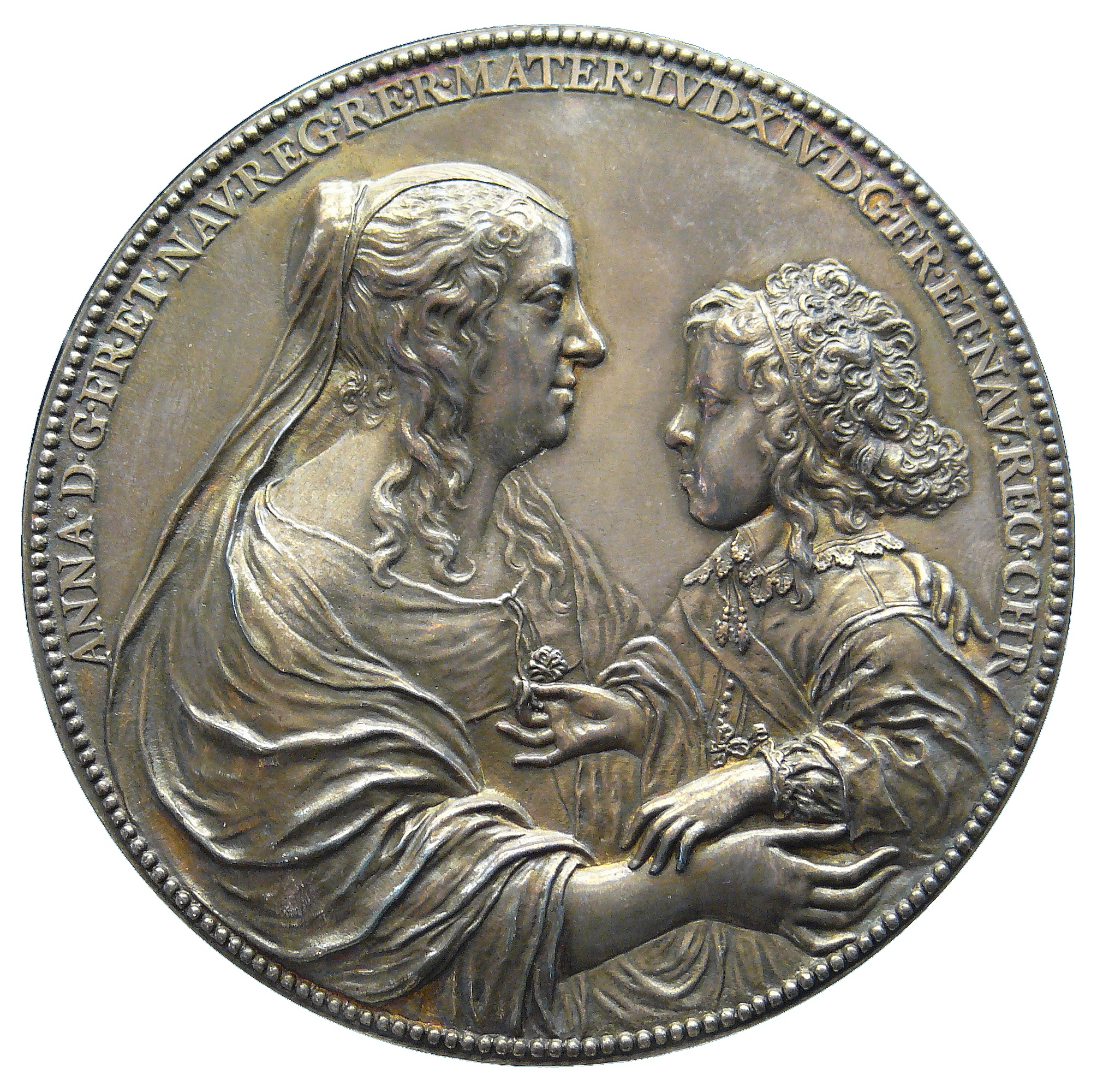
.Anne d'Autriche et le jeune Louis XIV, médaille, 1645.
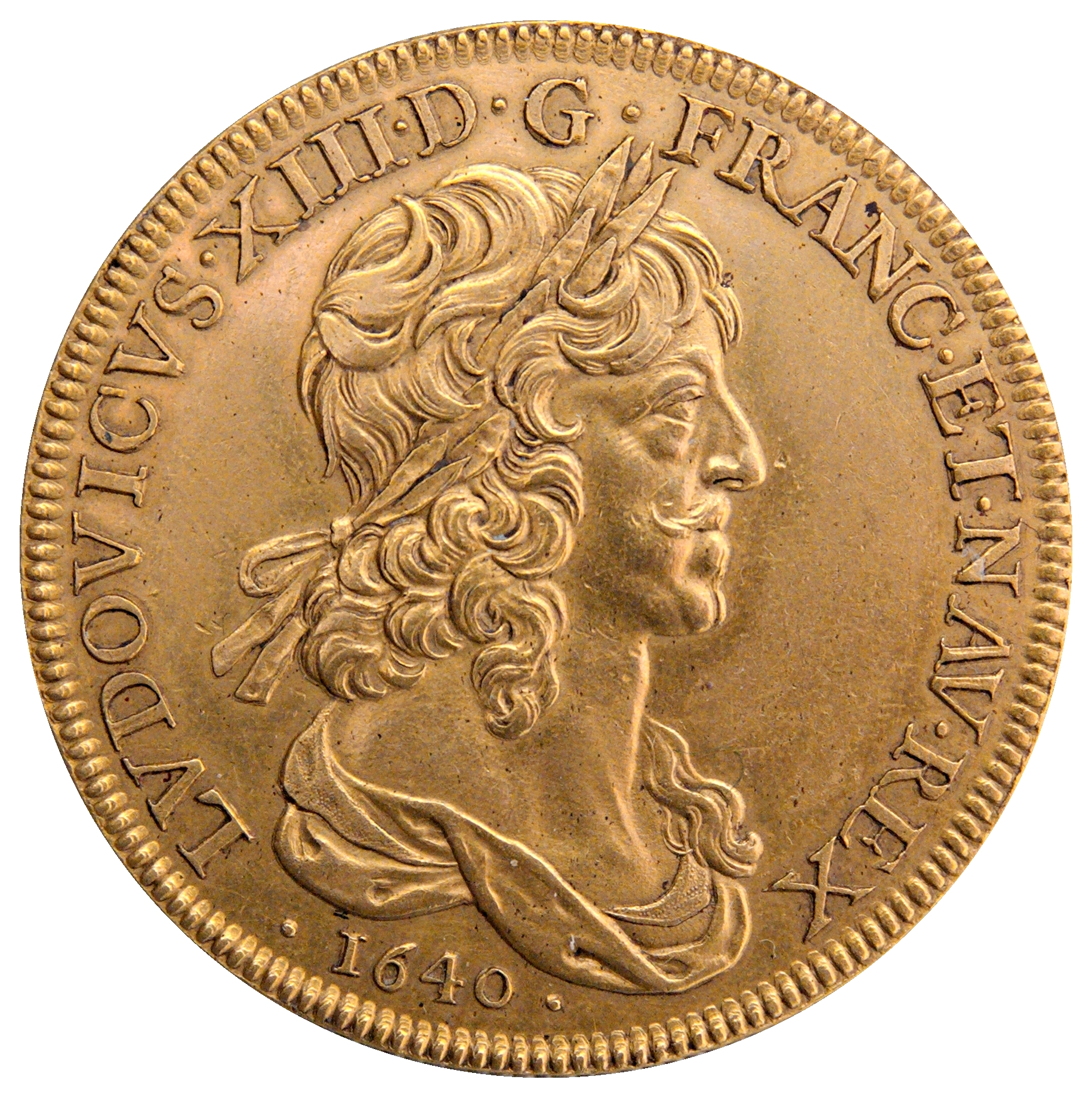
Rarissime Pièce de plaisir de dix Louis.

## Famille
- Jean I Warin ou Varin, graveur du prince-évêque de Liège, marié à Catherine Hovius, fille de Guillaume Hovius, imprimeur. Georges de Froidcourt a trouvé les actes des baptêmes de six de leurs enfants :
  - Adrien Varin, baptisé le 4 septembre 1601,
  - Guillaume Varin, baptisé le 19 décembre 1602, modeleur en cire,
  - Catherine Varin, baptisée le 15 décembre 1604,
  - Jean II Varin, baptisé le 6 février 1607,
    - Anne Varin (1631- ), mariée à Anne Jubert de Brécourt[13],
    - Jeanne Varin (1632-1651), mariée en 1651 à Michel Oulry,
    - Charlotte Varin (1633- )
    - Catherine Varin (1636- )
    - Henri Varin (1637-avant 1692/1699), sieur de Forges, marié en 1676 à Jeanne Luillier,
    - François Varin (1644 - après 1705), graveur général de la Monnaie de 1673 à 1681, marié après 1670 à Jacqueline Gobillon.

  - Jeanne Varin, baptisée le 4 avril 1611,
  - Anne Varin, baptisée le 28 mai 1616.

- Claude Warin, frère de Jean II Varin d'après Jean Tricou, est-il Guillaume Varin né le 19 décembre 1602 à Liège, graveur ordinaire en 1651 à la Monnaie de Lyon où il est mort en mars 1654 comme l'affirme Didier Jacquemin[3] ? Pour Jean Tricou, Claude Warin est l'aîné des enfants de Jean I Warin et pourrait être né ailleurs qu'à Liège, peut-être en France, ce qui expliquerait qu'il n'ait pas eu besoin de lettre de naturalité.

### Lignée supposée
- Amédée Varin (1818-1883), Adolphe Varin et la lignée des Varin de Chalon-sur-Saône[note 6]

## Hommages

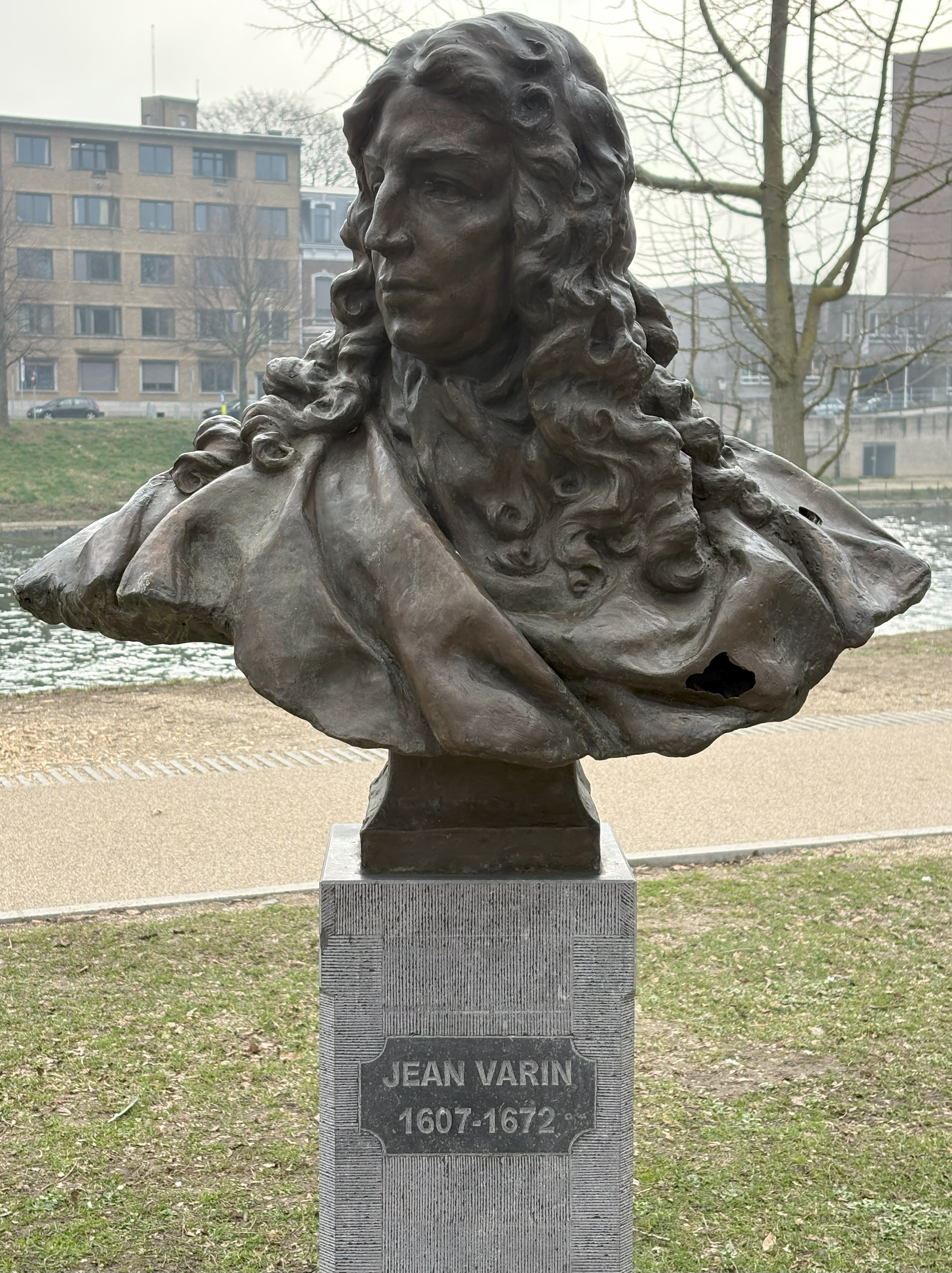
Monument Jean Varin, par le sculpteur Louis Dupont, dans la roseraie du parc de la Boverie, à Liège.

- Rue Varin à Liège, une rue du quartier des Guillemins porte son nom.